# Pulau Makmur
Pulau Makmur is een bestuurslaag in het regentschap Muko-Muko van de provincie Bengkulu, Indonesië. Pulau Makmur telt 517 inwoners (volkstelling 2010).